# Halbe-Halbe
Halbe-Halbe ist ein in Film-Fernsehproduktion hergestellter deutscher Spielfilm aus dem Jahre 1977 in Gestalt eines Zeitbilds und im Gewand einer Fortentwicklung des zehn Jahre zuvor entstandenen Kultfilms Zur Sache, Schätzchen. Uwe Brandner inszenierte die leichte Sommergeschichte zweier eigentlich recht unterschiedlicher Typen mit Hans-Peter Hallwachs und Bernd Tauber in den Hauptrollen.

## Handlung
Im Mittelpunkt der Geschichte im Münchner Sommer stehen Bert und Thomas, die wie zwei verspätete Brüder im Geiste von Werner Enke und Henry van Lyck aus Zur Sache, Schätzchen wirken, zwei Überbleibsel einer bohemienhaften Lebenskünstler-Welt, wie sie im Schwabing der ausgehenden 1960er Jahre häufig anzutreffen waren. Bert, ein kraftvoll-maskuliner Typ, arbeitet eigentlich als Graphiker, hat aber derzeit keinen Job. Immerhin ist er für seinen Abgang aus der Firma mit 30.000 DM gut abgefunden worden. Thomas, sein etwas schmächtigerer und weniger draufgängerisch veranlagter Wohnungsnachbar, war früher als Fluglotse bei der Luftwaffe der Bundeswehr angestellt. Er hat für sein Leben klarere Ziele als Bert und will endlich auf der Abendschule sein Abitur nachholen. So unterschiedlich sie in mancher Hinsicht auch sind, so sehr ergänzen sich die beiden Typen wiederum in bestimmten Lebenseinstellungen.
Man teilt sich dasselbe Kaugummi, macht Zechtouren durch Münchens Kneipenwelt, baggert Mädchen, junge und auch arrivierte Frauen unterschiedlichster gesellschaftlicher Herkunft an oder versucht sich während einer Fahrstuhlfahrt im Kopfstand. Bert hat mit dem Establishment, den bürgerlichen Konventionen gebrochen – glaubt er zumindest – und zieht Thomas mit sich mit. Doch bald müssen die Freunde erkennen, dass sie mit ihrer laisser-faire-Attitüde und Null-Bock-Haltung auf Widerstand bei ihren Mitmenschen stoßen, zumal das Geld zum Leben in dieser Gesellschaft nicht auf Bäumen wächst. Bert investiert in seiner Ahnungslosigkeit seine Abfindung in ein Schwindelunternehmen und kommt nur deshalb um eine Gefängnisstrafe herum, weil der vernünftigere und bodenständigere Thomas seine Kaution bezahlt. Doch Bert lässt die Kaution verfallen, weil er „wichtigeres“ vorhat, als sich ordnungsgemäß bei der Polizei zu melden. Stattdessen vertrödelt er seine Zeit an Münchens Stadtrand und gibt sich ganz dem dolce farniente hin. Eines Tages trifft er Kumpel Thomas wieder, den er zeitweilig aus den Augen verloren hatte. Und wieder beginnen die beiden eine Kneipentour …

## Produktionsnotizen
Halbe-Halbe wurde zwischen dem 18. Juli und dem 3. September 1977 in München gedreht und erlebte seine Uraufführung am 28. Dezember 1977 in den Kur-Lichtspielen von Berchtesgaden. Am 27. Februar 1978 wurde Halbe-Halbe auf den Internationalen Filmfestspielen in Berlin einem internationalen Publikum vorgestellt. Massenstart war der 7. April 1978. Der NDR war Koproduzent.
J. J. Cale komponierte das Titellied Friday.
Regisseur Brandner erklärte seine inszenatorische Absicht bei Halbe-Halbe wie folgt:
„Ich zeige in dem Film das Bild von einem Klima, einem ganz konkreten, Deutschland im Sommer 1977. Und in diesem Klima leben Leute, die ein Schicksal, eine Krise haben, keine Allensbacher Durchschnittsmenschen, sondern Menschen mit einer sehr persönlichen Geschichte, denen das alltägliche Leben zur Überlebensfrage wird.“

## Kritiken
„Im dritten Spielfilm des Münchner Schriftstellers Uwe Brandner scheint die Zeit stillzustehen. Da feiert die gute alte Schwabinger Gammler-Philosophie eines Werner Enke (‚Zur Sache, Schätzchen!‘) fröhlich-schäbige Urständ, da latschen die Typen durch ihr Leben, als gäb’s noch immer das wurstige Café-Frührentnertum, dessen schmuddelige Heimstatt einst die Gegend entlang der Münchner Leopoldstraße war […] Der spröde Charme des Films liegt in den kleinen Geschichten, die Brandner leichthändig nebenbei erzählt. Kauzige Kerle tauchen auf, wie der Bettler Baron Wurlitzer (Ivan Desny), der natürlich vom Sozialismus schwärmt, nachdem seine Familie das Vermögen durchgebracht hat. Im Krankenhaus, in das Thomas nach einer Schlägerei eingeliefert wird, liegen in seinem Zimmer zwei alte Patienten, von denen einer Merian-Hefte lesend von Rothenburg ob der Tauber und der andere von seinen Erektionen schwärmt. In seinen besten Momenten ist Brandner so etwas wie ein Schwabinger Bukowski. Seine kargen Schwarzweißbilder (Kamera: Jürgen Jürges) fangen das schimmelige Milieu der Gammler und Kneipendesperados, das es trotz Nepp und Beton noch immer gibt, präzis ein.“

„Das melancholische Porträt zweier Herumtreiber, das die gesellschaftliche Atmosphäre der späten 70er Jahre und das Lebensgefühl der gealterten Achtundsechziger zu spiegeln versucht. Ein trotz einiger inszenatorischer Ausrutscher ins rein Gaghafte erfrischender und aufmüpfiger Film, erzählt in umkomplizierten Schwarzweißbildern.“